# Patrick Strauß
John-Patrick Strauß (Wetzlar, 1996. január 28. –) német születésű Fülöp-szigeteki válogatott labdarúgó, a Hansa Rostock középpályása.

## Pályafutása

### Fiatal évei
Az ifjúsági karrierjét a FC Cleeberg csapatában kezdte meg. Itt Wolfgang Schmidt és Dirk John voltak az edzői. Ezt követően a TSG Wieseck csapatába szerepelt. 2010 és 2012 között szerepelt itt. Nagy lehetőség előtt állt, amikor a Dynamo Dresden és az RB Leipzig ajánlata között kellett döntenie. Végül a lipcsei csapat mellett döntött.

### RB Leipzig
2014 nyarán felkerült az első csapathoz, ahol több felkészülési mérkőzésen lépett pályára és szerzett gólokat. 2014. június 25-én a MSV Neuruppin csapata elleni barátságos mérkőzésen a 48. percben gólt szerzett a 11-0-ra megnyert találkozón. Július 23-án a spanyol Getafe CF ellen 3-2-re elvesztett felkészülési mérkőzésen a 61. percben egyenlített ki a mérkőzésen 2-2-re, de párperccel később Pedro Astray gólt szerzett, amire nem volt válasz. 2014. december 5-én aláírta első profi szerződését a klubbal, amely 4 évre szólt.

### Erzgebirge Aue
2017 nyarán aláírt az Erzgebirge Aue csapatához 2020 nyaráig. Augusztus 18-án mutatkozott be a bajnokságban a Eintracht Braunschweig ellen a 87. percben Sören Bertram cseréjeként.

### Hansa Rostock
A 2021–22-es szezon után jelentette be, hogy július 1-jétől a Hansa Rostock csapatához csatlakozik.

### A válogatottban
Német apától és Fülöp-szigeteki anyától származik, így mindkét válogatottnál számításba vehették, de 2018 szeptemberében az utóbbi válogatottat választotta. A Bahrein elleni felkészülési mérkőzésen végig a kispadon kapott lehetőséget. Október 13-án a 67. percben Martin Steuble cseréjeként mutatkozott be az Ománi labdarúgó-válogatott elleni barátságos mérkőzésen. Részt vett a 2018-as Délkelet-ázsiai labdarúgó-bajnokságon és a 2019-es Ázsia-kupán.